# Cacau em pó

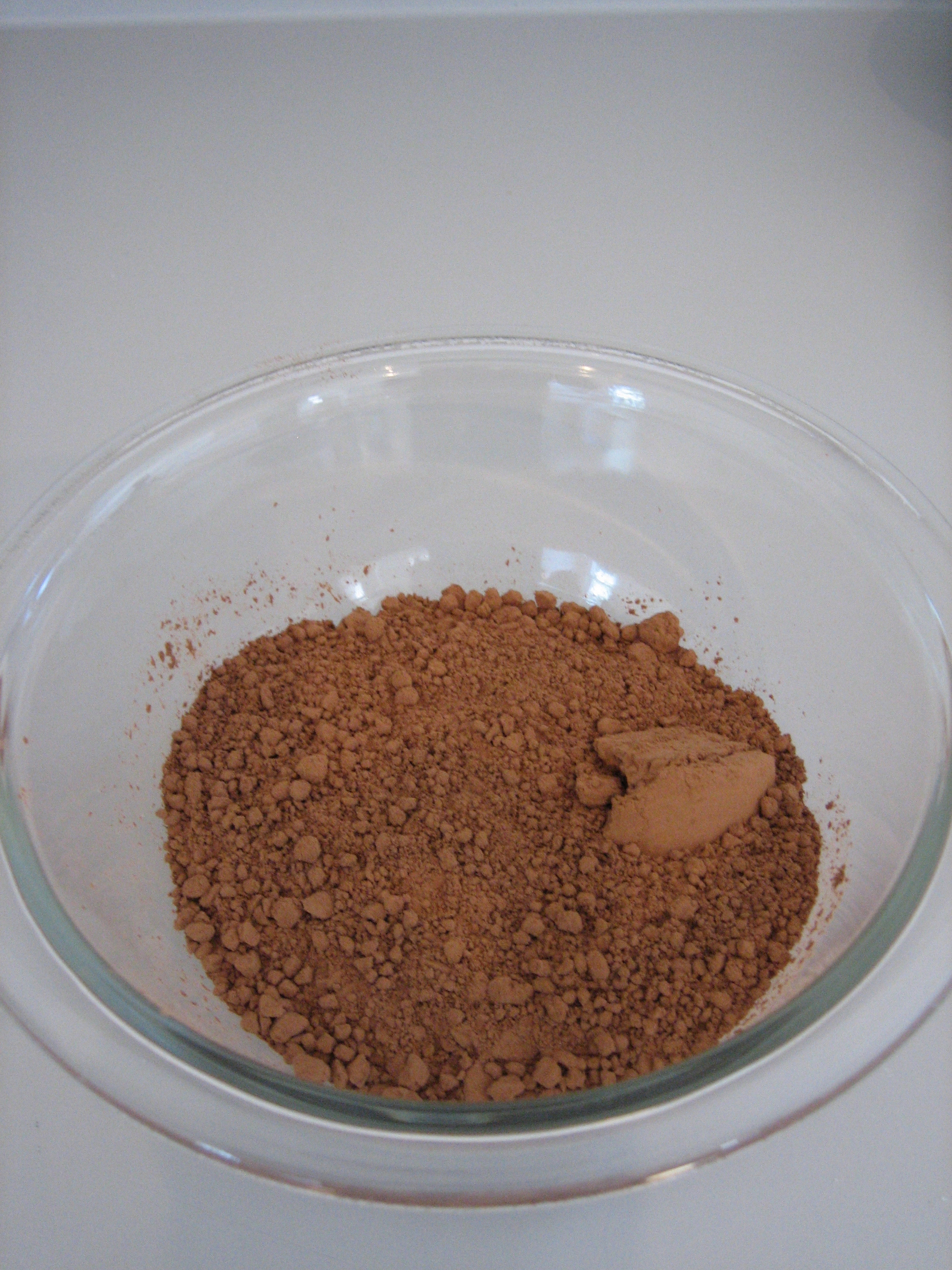
Um vasilhame com cacau em pó

O cacau em pó é feito com a amêndoa de cacau moída sem a manteiga. Diferentemente do chocolate em pó, não possui açúcar em sua formulação. É muito utilizado em receitas, inclusive de brigadeiro e chocolate quente. Possui sabor amargo e não deve ser confundido com chocolate solúvel (cacau em pó + açúcar) ou com achocolatado - (maior concentração de açúcar e menos chocolate) para saborizar o leite.

## Propriedades físicas

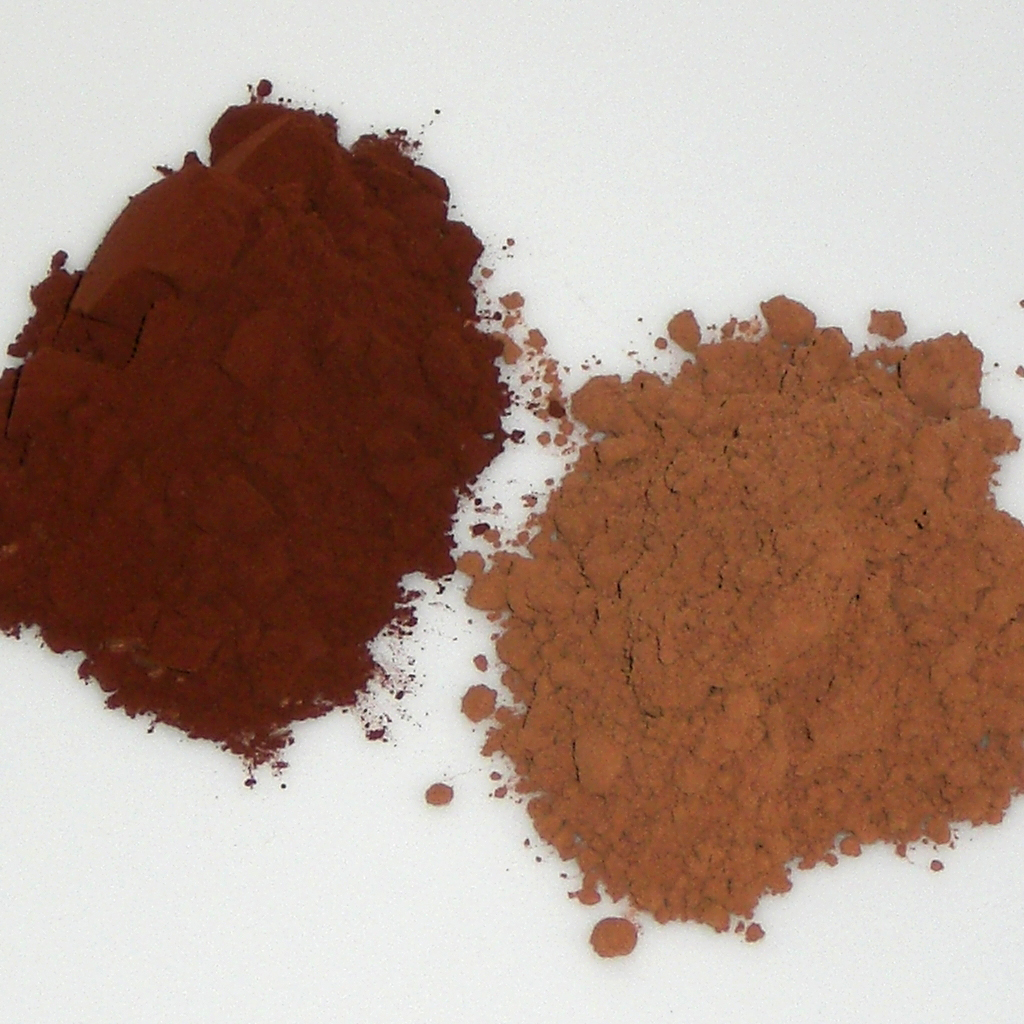
Processo holandês de cacau (à esquerda) em comparação com o processo Broma, ou "natural", cacau (à direita)

### Cacau natural
O cacau em pó natural é extraído com o processo Broma, onde depois que as gorduras do cacau são removidas das pontas do chocolate, os grãos de cacau secos restantes são transformados em pó de cacau, que é vendido aos consumidores. O cacau em pó natural tem uma cor marrom claro e um pH extraível de 5,3 a 5,8.
Por causa de sua acidez, o cacau natural costuma ser combinado com o bicarbonato de sódio. Isso neutraliza a acidez e cria dióxido de carbono que os ajuda a subir nos bolos.

### Processo holandês de cacau
O processo holandês ou cacau Dutched é de cacau em pó que tenha sido tratada com um alcalinizantes agente para modificar a sua cor, o seu pH neutralizar e dar-lhe um sabor mais suave em comparação com "de cacau natural". Ele forma a base de grande parte do chocolate moderno e é usado em sorvetes, chocolate quente e panificação.
O processo de alcalinização reduz o amargor e melhora a solubilidade, o que é importante para aplicações de bebidas. Os agentes alcanizantes empregados variam, mas incluem carbonato de potássio ou carbonato de sódio.

## Flavonóides
O cacau em pó é rico em flavonóides (especialmente flavan-3-ols), um subconjunto de polifenóis. A quantidade de flavonóides depende da quantidade de processamento e fabricação pelo qual o cacau em pó é submetido. A alcalização, também conhecida como processamento holandês, faz com que seu conteúdo de flavonóides seja substancialmente reduzido.

## Nutrição
O cacau em pó contém 58% de carboidratos, 14% de gordura, 20% de proteína e 3% de água. Ele contém vários minerais em conteúdo rico (tendo um valor diário de 20% ou superior), incluindo manganês, magnésio, fósforo, potássio, ferro e zinco, enquanto os níveis de cálcio são moderados. Todos esses minerais são encontrados em maiores quantidades no cacau em pó do que na manteiga de cacau ou no licor de chocolate. O pó também contém cafeína eteobromina.

## Segurança

### Conteúdo de cádmio
O cacau em pó pode conter cádmio, um metal pesado tóxico e provável cancerígeno, encontrado naturalmente em níveis elevados no solo de algumas regiões de países produtores de cacau. A União Europeia impôs um limite (a partir de 1 de janeiro de 2019) para o cádmio no cacau em pó de 0,6 µg por grama de cacau em pó e 0,8 µg por grama para o chocolate com ≥ 50% de sólidos secos totais de cacau. No Canadá, uma porção diária de um produto natural para a saúde não deve conter mais do que 6 µg de cádmio para um indivíduo de 150 libras (68 kg) e 3 µg para um indivíduo de 75 lb (34 kg). Embora o governo dos EUA não tenha definido um limite para o cádmio em alimentos ou produtos saudáveis, o estado da Califórnia estabeleceu um nível máximo diário permitido de exposição oral ao cádmio de 4,1 µg e exige que os produtos que contenham mais do que esta quantidade por dose diária apresentem uma advertência no rótulo. Uma investigação realizada por um laboratório independente de testes ao consumidor descobriu que sete dos nove cacau em pó e nibs disponíveis comercialmente selecionados para teste continham mais de 0,3 µg de cádmio por grama de porção; cinco desses produtos excederam o limite proposto da UE de 0,6 µg por grama.